# In vivo

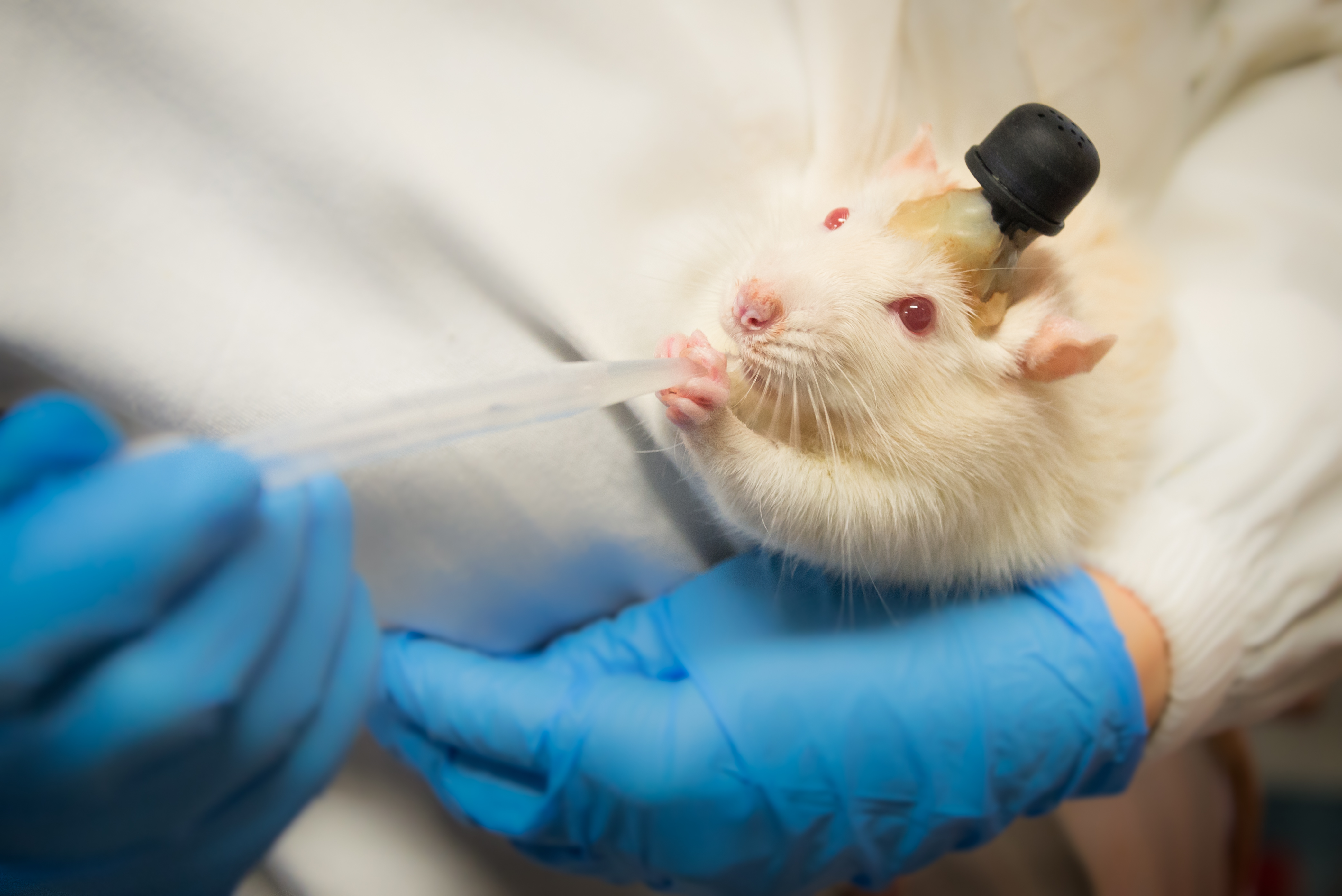
Testovaní na myších, jedna z nejčastěji používaných metod pro sledovaní vlivu látek na organismus.

In vivo je latinský termín (in v, vivus živý) užívaný v biologii a medicíně. Znamená doslovně „v živém“, míněno:
- v živém organismu, lidském nebo zvířecím; může se týkat jak pokusu, tak skutečného průběhu určitého děje nebo nemoci;[1]
- za života organismu, např. studium biologických pochodů za života organismu;[2]
- v přirozených podmínkách, např. pozorování organismů (příp. jejich orgánů, ještě jednodušších biologických složek a látek) v přirozeném prostředí.

Označení in vivo je antonymem k in vitro (pozorování v umělých, např. laboratorních podmínkách).
Jak v české, tak světové odborné literatuře včetně anglické je zvykem psát termín in vivo kurzívou.